# Gaston Bouckaert
Gaston Bouckaert (Staden, 11 augustus 1907 - Brasschaat, 15 januari 1988) was een Belgisch leraar.

## Levensloop
Bouckaert was leraar en studieprefect in het rijksonderwijs. Eerst was hij leraar wijsbegeerte aan het koninklijk atheneum van Tongeren, vervolgens studieprefect aan de athenea van Etterbeek en Koekelberg.
Daarnaast was hij de stichter (en vervolgens directeur) van het pensionaat van het atheneum van Tongeren. In de begindagen van deze instelling ontving Bouckaert een verzoek van Max De Vries om er surveillant te worden. Een verzoek waar hij met tegenzin niet op kon ingaan, onder druk van de politieke tegenstrevers van vader Louis De Vries in Wellen (waar deze liberaal gemeenteraadslid was), die ten oren was gekomen dat bij een inval in het Leuvense pensionaat waar De Vries verbleef communistische pamfletten en drukapparatuur in zijn bezit waren aangetroffen.
Bouckaert was mede-initiatiefnemer bij de oprichting van het Rijksuniversitair Centrum Antwerpen (RUCA) en het Humanistisch Verbond (HV). Hij was ten slotte ook adjunct-kabinetschef van de katholieke politicus Albert de Vleeschauwer.